# Български месеци
Имената на годишните месеци от григорианския календар, кодифицирани в съвременния книжовен български език, произлизат от съответните латински наименования.
Старобългарските имена на месеците са коренно различни от латинските наименования. Старобългарските имена не се използват понастоящем. Запазени са само в някои диалекти и във фолклора. Родствени са с наименованията на месеците у някои други славяни – хървати, чехи, поляци, украинци, белоруси, украинци. Не се използват от Българската православна църква, която си служи с имената от латински произход.
Славянските (старобългарските) имена на месеците са свързани със земеделието и климата. Някои имена имат варианти в различни региони на България.
| Номер | Имена на латински | Имена на съвременен български | Старобългарски имена               | Значение на старобългарските имена                       | Прабългарски имена |
| ----- | ----------------- | ----------------------------- | ---------------------------------- | -------------------------------------------------------- | ------------------ |
| 1     | ianuarius         | януари                        | просинец колог коложег голям сечко | слънцето просиява (започва да грее по-дълго) горящ дънер | алем               |
| 2     | februarius        | февруари                      | сечец сечко малък сечко            | студът сече                                              | тутом              |
| 3     | martius           | март                          | сух                                | сух месец                                                | читем              |
| 4     | aprilis           | април                         | брезов                             | месец на брезите                                         | твирем             |
| 5     | maius             | май                           | изок                               | вид скакалец                                             | вечем              |
| 6     | iunius            | юни                           | тревен                             | месец на тревата                                         | шехтем             |
| 7     | iulius            | юли                           | чръвен                             | червеи, от които се добива червена боя                   | сетем              |
| 8     | augustus          | август                        | зарев                              | от глагола зарева (рев на елени)                         | есем               |
| 9     | september         | септември                     | руен                               | руен ('жълто-червен') – от есенните багри                | девем              |
| 10    | october           | октомври                      | листопад                           | месец на падащите листа                                  | елем               |
| 11    | november          | ноември                       | груден                             | земята става на грудки от студ                           | елнем              |
| 12    | december          | декември                      | студен                             | студен месец                                             | алтом (елтем)      |